# Allexton
 (octobre 2023).
Allexton est une paroisse civile et un village du Leicestershire, en Angleterre.